# Catathyridium
Genre
Catathyridium est un genre de poissons plats de la famille des Achiridae.

## Liste des espèces
Selon ITIS :
- Catathyridium garmani (Jordan, 1889)
- Catathyridium jenynsii (Günther, 1862)
- Catathyridium lorentzii (Weyenbergh, 1877)

Selon FishBase :
- Catathyridium garmani  (Jordan, 1889)
- Catathyridium grandirivi  (Chabanaud, 1928)
- Catathyridium jenynsii  (Günther, 1862)
- Catathyridium lorentzii  (Weyenbergh, 1877)